# Inabune Tazawa
Inabune Tazawa (田澤 稲舟), née Kin Tazawa (田澤 錦), née le 28 février 1874 - morte le 10 septembre 1896, est une femme de lettres japonaise.

## Biographie
Elle naît à Tsuruoka dans la préfecture de Yamagata. Son père, un médecin militaire, n'approuve pas ses ambitions littéraires. Sa mère est une femme d'affaires et elle a une sœur cadette.
Elle soumet des œuvres à des revues littéraires dont elle suit les auteurs. Pendant son séjour à Tsuruoka, elle entre en correspondance avec Yamada Bimyō et adopte le nom de plume Inabune. Elle déménage à Tokyo avec l'objectif déclaré de fréquenter l'école professionnelle pour femmes de Kyōritsu où elle pourra apprendre à peindre. Melek Ortabasi, auteur de « Tazawa Inabune (1874-1896) », écrit qu'« on peut deviner » que le « véritable objectif » de la jeune femme est de s'installer à Tokyo parce que son père est sévère et qu'il a essayé d'arranger un mariage.
Elle rencontre Bimyō dès son arrivée et s'inscrit à l'école mais n'en est pas diplômée et finit par épouser l'écrivain. Selon Ortabasi, du vivant d'Inabune « sa renommée avait au moins autant à voir avec les rumeurs autour de sa liaison avec Bimyō qu'avec son talent ».
Durant le mariage, Bimyō a des aventures avec d'autres femmes. Inabune vit chez la mère et la grand-mère paternelle de Bimyō. Elle est peu douée pour les tâches ménagères, ce qui rend difficile d'aider à servir les proches parents de Bimyō. Le mariage attire la curiosité de la presse. Après trois mois, ils divorcent et Inafune est forcée de retourner vivre chez ses parents. Le Yomiuri Shimbun publie Inabune monogatari (« L'histoire d'Inabune »), inspirée du mariage
Inabune continue d'écrire bien que souffrant de la tuberculose. Ortabasi indique que cela a peut-être accéléré sa fin. Inabune meurt à l'âge de 22 ans au mois de septembre 1896. De nombreux journaux rapportent qu'elle s'est suicidée et un autre indique qu'un « dérangement mental » est la cause de sa mort. Ortabasi écrit que la mort d'Inafune a mis « en grande partie » un terme à la carrière de Bimyō en raison des critiques que celui-ci a reçues relativement à la façon dont il a traité Inafune.
Shigure Hasegawa a écrit une biographie romancée d'Inabune dans le cadre de Shuntaiki—Meiji Taishō josei shō (A springtime account—Portraits of women of Meiji and Taishō), série en sept parties publiées dans le Tokyo Asahi. Ortabasi écrit qu'en comparaison de la série du Yomiuri Shimbun, celle-ci est « plus sympathique ». Inabune est mentionnée dans Dawn to the West de Donald Keene. Ce dernier écrit que la mort d'Inabune est une des raisons pour lesquelles la carrière de Bimyō a pris fin et rapporte à tort qu'Inabune s'est suicidée.

## Style
Les premiers travaux d'Inabune montrent l'influence de l'écriture de Bimyō tandis que ses œuvres ultérieures commencent à diverger dans le style. Tanaka a déclaré que les caractéristiques de Bimyō observées dans les premiers travaux comprennent des « descriptions macabres » et des « accessoires de scène non conventionnels ».

## Ouvrages
Publié du vivant d'Inabune :
- Shinobine (A Faint Tune, 1896) - vers libres[5]
- Tsuki ni Utau Zange no Hitofushi (Repentance Uttered to the Moon, 1896) - vers libres[5]

Publiés après la mort d'Inabune :
- The Temple of Godai (Godai-dō en japonais, 1896)[4]
  - Traduit en anglais par Melek Ortabasi et paru dans The Modern Murasaki: Writing by Women of Meiji Japan. À partir de la page 160.
- Yuiga-Dokuson (Self-Conceit, 1897)[5] - Son dernier ouvrage[7].

## Source de la traduction
- (en) Cet article est partiellement ou en totalité issu de l’article de Wikipédia en anglais intitulé « Tazawa Inabune » (voir la liste des auteurs).